# Jane Russell
Ernestine Jane Geraldine Russell (Bemidji, Minnesota, 21. srpnja 1921. – Santa Maria, Kalifornija, 28. veljače 2011.) bila je američka filmska glumica i model poznatija pod pseudonimom Jane Russell.

## Mladost
Jane Russell je u svojoj mladosti radila na recepciji kod specijaliste za njegu stopala i studirala je dramu na Max Reinhardtovom Theatrical Workshop.

## Filmska karijera
Otkrio ju je Howard Hughes, koji ju je lansirao u filmu  "The Outlaw" 1943. Howard Hughes je bio opsjednut njenim bujnim poprsjem tako da je osobno dizajnirao prsluk koji je ona nosila u filmu.
Russell je sudjelovala u nekoliko komedija, između ostalih Calamity Jane iz 1951. s Bobom Hopeom i Muškarci više vole plavuše iz 1953. s Marilyn Monroe.
Jane Russell završava svoju filmsku karijeru 1970. Bila je mišljenja da tada u Hollywoodu nisu postojale uloge za glumice starije od 30 godina.

## Kasnija karijera
Udavala se tri puta i usvojila je troje djece. U svezi usvajanja ustanovila je da je vrlo teško adoptirati djecu, što je bio povod njenom osnivanju World Adoption International Agency, agencije koja je pomogla desetcima tisuća djece koja su usvojena u SAD iz drugih zemalja.

## Filmografija
- The Outlaw (1943.)
- Young Widow (1946.)
- The Paleface (1948.)
- His Kind of Woman (1951.)
- Double Dynamite (1951.)
- The Las Vegas Story (1952.)
- Macao (1952.)
- Son of Paleface (1952.)
- Montana Belle (1952.)
- Road to Bali (1952.) (Cameo)
- Gentlemen Prefer Blondes (1953.)
- The French Line (1954.)
- Underwater! (1955.)
- Foxfire (1955.)
- The Tall Men (1955.)
- Gentlemen Marry Brunettes (1955.)
- Hot Blood (1956.)
- The Revolt of Mamie Stover (1956.)
- The Fuzzy Pink Nightgown (1957.)
- Fate Is the Hunter (1964.)
- Johnny Reno (1966.)
- Waco (1966.)
- The Born Losers (1967.)
- Darker Than Amber (1970.)
- Hollywood on Fire (2007.) (dokumentarni)

## Vanjske poveznice
- Jane Russell na IMDb-u
- Jane Russell Galerija slika
- Women's International Center: Životopis